# The Greatest of Carmen McRae
The Greatest of Carmen McRae — сборник американской певицы Кармен Макрей, выпущенный в 1977 году на лейбле MCA Records. Этот альбом представляет собой подборку песен Кармен из её работ, ранее выпущенных на лейблах Decca и Kapp Records. Все треки были отобраны джазовым музыкантом и журналистом Леонардом Физером и одобрены Макрей.

## Отзывы критиков
| Оценки критиков                     | Оценки критиков |
| Источник                            | Оценка          |
| ----------------------------------- | --------------- |
| AllMusic                            | [ 1 ]           |
| Encyclopedia of Popular Music       | [ 2 ]           |
| The Rolling Stone Jazz Record Guide | [ 3 ]           |

Скотт Яноу из AllMusic заявил, что это «отличный сэмплер, в котором Макрей представлена в 19 обстановках, до эры компакт-дисков это был довольно удачный сет». Среди самых ярких песен он отметил: «Good Morning Heartache», «Something to Live For», «Yardbird Suite», «Isn’t It Romantic», «I Was Doing All Right», «Perdido» и «Baltimore Oriole».
В журнале Cash Box написали следующее: «Название этого альбома может быть под вопросом, поскольку потребовалось бы гораздо больше, чем эти 32 трека, чтобы составить величайшее произведение Кармен Макрей, но многое из этого, безусловно, заслуживает включения. Мисс Макрей исполняет превосходный материал с естественным чувством правильного темпа, а также является отличным интерпретатором текстов песен. Разнообразное сопровождение, в котором представлено всё, от биг-бэнда до соло-гитары. Поклонники лучшего в популярном пении, ориентированном на джаз, вряд ли могли бы придумать что-то лучше этого».

## Список композиций
Сторона «А»
1. «Love Is a Simple Thing» — 2:04
2. «Yesterdays» — 2:33
3. «Good Morning, Heartache» — 3:15
4. «I’m Putting All My Eggs in One Basket» — 2:22
5. «I Remember Clifford» — 2:56
6. «Lush Life» — 3:33
7. «Something to Live For» — 3:10
8. «Yardbird Suite» — 1:55

Сторона «Б»
1. «Falling in Love with Love» — 2:10
2. «The Night We Called It a Day» — 4:23
3. «Guess Who I Saw Today» — 3:32
4. «Summertime» — 2:55
5. «Suppertime» — 2:57
6. «The Little Things that Mean So Much» — 3:10
7. «Exactly Like You» — 2:07
8. «Perdido (Lost)» — 2:15

Сторона «В»
1. «Nice Work If You Can Get It» — 2:27
2. «Bob White (Whatcha Gonna Swing Tonight)» — 2:53
3. «Baltimore Oriole» — 3:49
4. «Skylark» — 2:59
5. «Love Is Here to Stay» — 2:37
6. «He Was Too Good to Me» — 2:40
7. «All This Could Lead to Love» — 3:08
8. «Nowhere» — 2:39

Сторона «Г»
1. «All the Things You Are» — 2:23
2. «Dream of Life» — 3:59
3. «You Took Advantage of Me» — 2:34
4. «Isn’t It Romantic» — 2:58
5. «I Was Doing All Right» — 2:46
6. «Last Night When We Were Young» — 2:35
7. «If You’d Stay the Way I Dream About You» — 2:44
8. «His Eye Is on the Sparrow» — 3:20